# News of the World Original Motion Picture Soundtrack
Die Musik zu Neues aus der Welt, einem Filmdrama von Paul Greengrass, wurde von James Newton Howard komponiert. Im Rahmen der Oscarverleihung 2021 erhielt er hierfür eine Nominierung für die beste Filmmusik.

## Entstehung
Die Filmmusik für Neues aus der Welt (Originaltitel News of the World) von Paul Greengrass komponierte der mehrfach für einen Oscar nominierte James Newton Howard. Greengrass wünschte sich von Howard Geigen, Gitarre und Trommeln und damit Instrumente, die im Jahr 1870, in der Zeit der Filmhandlung, in jeder kleinen Stadt und jedem Dorf in Südtexas bekannt waren.
Das erste Stück Captain Jefferson Kidd wird von einem kleinen Streichensemble gespielt, begleitet von einem Violinensolo. Bei den nachfolgenden Stücken kommen auch Klavier, Gitarre und anderen Solisten zum Einsatz.

## Veröffentlichung
Das Soundtrack-Album mit 19 Musikstücken wurde am 11. Dezember 2020 als Download veröffentlicht und soll am 18. Dezember 2020 auf CD erscheinen. Zudem will Back Lot Music am 13. Januar 2021 in Zusammenarbeit mit dem Label Mondo eine Limited Edition auf Vinyl herausbringen. Das Cover, entworfen von Mo Shafeek, ist einer Zeitungsseite des 19. Jahrhunderts nachempfunden.

## Titelliste
1. Captain Jefferson Kidd
2. There Is No Time for Stories
3. Leaving Wichita
4. Arriving at Red River
5. Now for Some Federal News
6. Johanna’s New Clothes
7. The Road to Dallas
8. It’s Hard Finding Your Way Home
9. Dime Mountain
10. What Else Can You Teach Me
11. Erath County
12. Kidd Defies Farley
13. Johanna Returns Home
14. Dust Storm
15. A Gift
16. Castroville
17. Kidd Visits Maria
18. Miss Johanna Kidd
19. End Titles

## Rezeption
Der Filmmusikkritiker James Southall fühlt sich bei There Is No Time for Stories, dem zweiten Stück auf dem Album, an den Refrain von Leonard Cohens Halleluja erinnert, und die schöne Melodie sei hinreißend. Auch das Stück The Road to Dallas in der Mitte des Films klinge fabelhaft und entspreche dem Vintage-Western-Sound von Hollywood, bleibe jedoch unverkennbar James Newton Howard. Kurz vor dem Finale werde die Musik dann noch einmal interessant, so sei Johanna Returns ausgesprochen schön, wenn auch zutiefst tragisch.  Das von Streichern gespielte A Gift mache seinem Namen alle Ehre, und Kidd Visits Maria wiederum sei eine emotionale, kathartische Version des Hauptthemas Captain Jefferson Kidd zu Beginn des Films. Dennoch sei das Album insgesamt häufig zu zurückhaltend und düster, so Southall.

## Auszeichnungen
Critics’ Choice Movie Awards 2021
- Nominierung für die Beste Filmmusik (James Newton Howard)

Golden Globe Awards 2021
- Nominierung für die Beste Filmmusik (James Newton Howard)[7]

Hollywood Music in Media Awards 2021
- Nominierung für die Beste Filmmusik – Spielfilm (James Newton Howard)[8]

Houston Film Critics Society Awards 2021
- Nominierung für die Beste Musik[9]

Oscarverleihung 2021
- Nominierung für die Beste Filmmusik (James Newton Howard)

Satellite Awards 2020
- Nominierung für die Beste Filmmusik (James Newton Howard)[10]

World Soundtrack Awards 2021
- Nominierung als Film Composer of the Year (James Newton Howard)[11]